# Societatea de Transport București

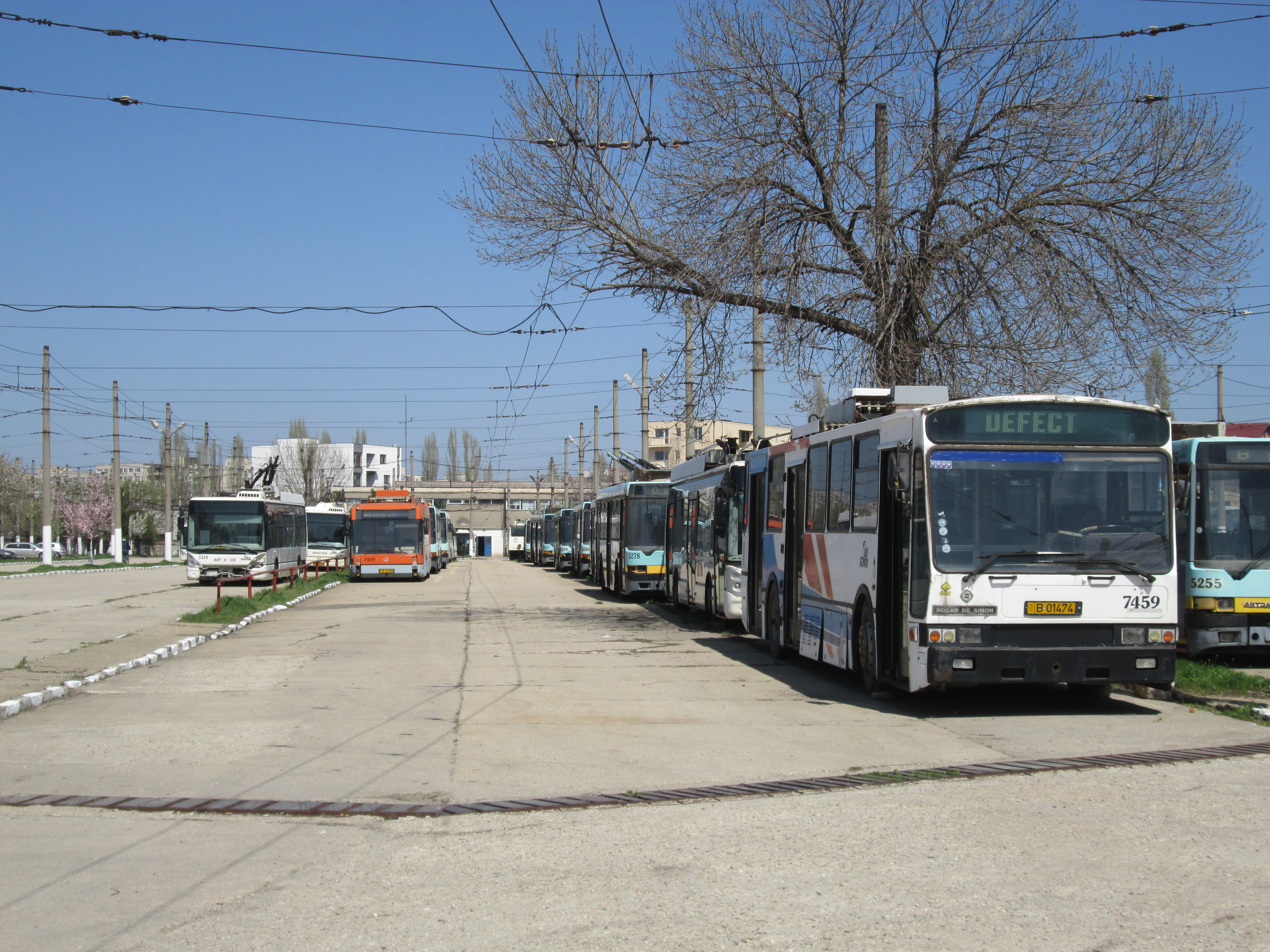
Dipòsit de troleibusos de Bujoreni de STB, un dels 4 de tota la xarxa de troleibusos. La xarxa de troleibuses es va introduir el 1949 i va assolir el màxim expansió el 1982, però des d'aleshores ha anat disminuint.

La Societatea de Transport București (STB; en català: Societat de Transport de Bucarest), és un dels principals operadors de transport públic de Bucarest, Romania, propietat del municipi de Bucarest. De 1990 a 2018, l'empresa va tenir un estatus legal diferent i es coneixia com a Regia Autonomă de Transport București (RATB).
STB opera una xarxa complexa d'autobusos, troleibusos, tren lleuger i tramvies - de fet, STB opera tot el transport públic excepte el metro de Bucarest, que és gestionat per Metrorex. STB té una mitjana d'aproximadament 1.180.000 viatges individuals diaris, dels quals 540.000 amb autobusos, 520.000 amb metro lleuger i tramvies i 120.000 amb troleibusos.
Tot i que és propietat íntegrament de l'Ajuntament, STB és una empresa autònoma. El 13 de setembre de 2018, es va convertir en una empresa pública (en romanès: Societate pe acțiuni) i va adoptar el seu nom actual (que no s'ha de confondre amb el nom anterior a la Segona Guerra Mundial Societatea de Tramvaie București). El municipi de Bucarest és l'únic accionista de l'empresa i no cotitza públicament en borsa.
Dins de l'STB opera URAC (Uzina de Reparații și Atelierele Centrale), una secció especialitzada en la producció i reparació de tramvies.

### Rutes
STB opera 116 línies regulars d'autobús en 1.278 km, 15 rutes regulars de troleibús (130 km), i 24 vies regulars de tren lleuger i tramvia (243 km) tot Bucarest i rodalia.
Existeix un bitllet integrat per a tots els modes de transport per Bucarest; incloent el metro, autobús, tramvia, metro lleuger i troleibús.

## Història

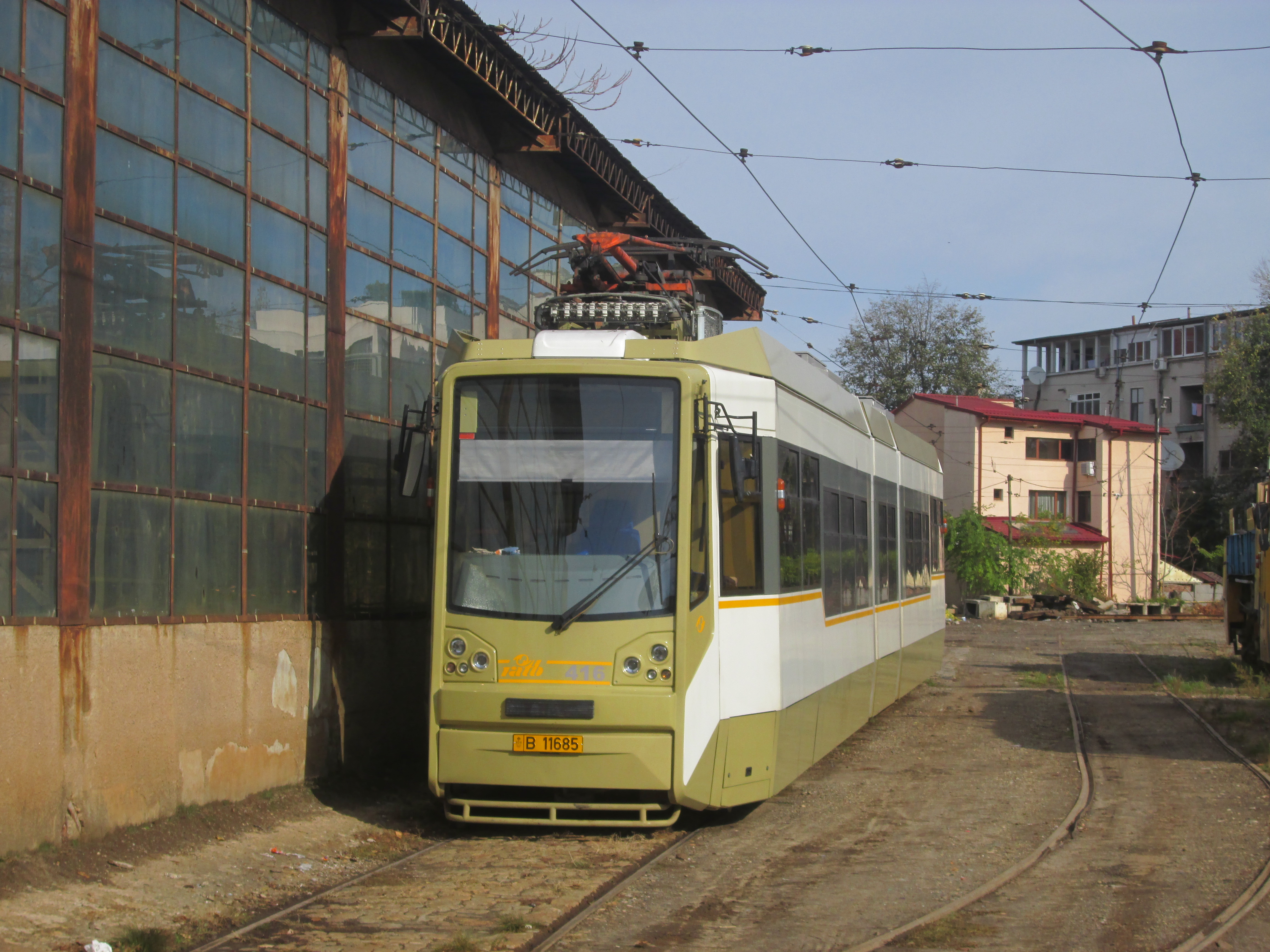
Bucur LF és un tramvia de terra baixa en un 65% produït per la secció URAC de STB

El STB original va aparèixer el 14 d'abril de 1908, com una concessió de 40 anys que tenia com a objectiu l'electrificació de totes les línies de tramvia de Bucarest. Va heretar una flota de tramvies tirats per cavalls i tramvies elèctrics més recents. Fins a la dècada de 1930, era l'única via de transport públic a Bucarest, només operava tramvies fins a la introducció dels autobusos Leonida-Renault/Chevrolet/Henschel. El 1936, STB canvia de nom a SCTB (Societatea Comunală de Tramvaie București).
Després de la Segona Guerra Mundial, l'any 1948, és presa per l'estat romanès i canvia de nom pel d'ITB (Întreprinderea de Transport București). Malgrat alguns èxits a finals de la dècada de 1940-principis de la dècada de 1950 (introducció del primer troleibús l'any 1949 i també la introducció del primer tramvia de postguerra, Electroputere V54), va trobar diversos problemes a causa de la velocitat mitjana molt baixa, la massificació a causa del ràpida expansió de la ciutat, que es van posar com a justificació per construir un metro l'any 1953. Malgrat això, el projecte del metro es va ajornar a causa de la fràgil economia de l'estat romanès als anys cinquanta.
La dècada de 1960 va portar una època que ajudaria a ampliar l'ITB. Es van introduir els primers trolebusos moderns i de fabricació local (Rocar TV2E el 1958 i TV20E el 1970) i també es van posar en servei els autobusos Karosa i TV. A partir de la dècada de 1970, va adquirir vehicles més moderns, com el V3A el 1971-1972, els autobusos Leyland Royal Tiger Worldmaster (carrocitzats per Hargaaz i Merkavim a Israel) el 1969, el 1973-1974 els autobusos Ikarbus Zemun IK4 de Iugoslàvia, els tramvies Tatra T4R de Txecoslovàquia i els autobusos Ikarus 260 i 280 d'Hongria el 1974. El cim de la xarxa RATB es va mantenir entre 1977 i 1982 abans de la construcció del metro de Bucarest. Els autobusos i troleibusos Rocar DAC es van introduir l'any 1979, destinats a substituir part del material més antic que utilitzava l'ITB, que datava dels anys 50 i 60.
Un cop amb els anys 80, la xarxa va notar una davallada, sobretot perquè segons els urbanistes, les vies de l'ITB no podien circular pel mateix recorregut que les línies de metro. Això, combinat amb les demolicions massives dels anys 80, suposaria una remodelació total de la xarxa de tramvies i troleibusos, i la introducció dels anomenats Maxi-Taxis. El resultat més destacat va ser la desaparició del corredor Nord-Sud del troleibús l'any 1987, un cop acabada la línia M2 del metro, i amb la seva obertura es va deixar una petita xarxa al barri de Berceni. Aquesta s'havia d'aplicar com a "xarxa local", desconnectada de la xarxa principal que travessava tota la ciutat, i s'havia d'utilitzar en barris més petits, amb la previsió d'aplicar-la a tota la ciutat, i eliminar la xarxa principal de troleibusos. La xarxa de tramvies també va experimentar una gran remodelació, que es nota si es compara un mapa de la xarxa ITB de 1984 amb el de 1992.
L'any 1990, després de la revolució romanesa de 1989, l'ITB es va reorganitzar com a RATB (Regia Autonomă de Transport București), que s'encarregava dels serveis d'autobús, troleibús i tramvia a la ciutat, heretant una flota que datava dels anys 70 i 80. Paral·lelament, es van separar els serveis de taxi i de maxi-taxi, cosa que va permetre que fossin operats per primera vegada per operadors privats. Durant la dècada de 1990, va anar modernitzant lentament la seva flota, començant amb els autobusos Ikarus 260 a partir de 1991, continuant després amb la modernització dels tipus de tramvia V3A el 1993, DAF SB220 -Hispano Carrocera/ELVO/Castrosua el 1994, el Rocar DeSimon i el 19995. Ikarus 415T el 1997-2002. Paral·lelament, RATB va adquirir vehicles de segona mà donats de diverses ciutats d'Europa occidental, com ara Saviem SC10U de París, Saurer 5DUK-A de Ginebra, Rathgeber m4,65/m5,65 de Múnic i Duewag T4 de Frankfurt. Durant aquest temps també va heretar alguns models rars fets per Rocar al barri de Giurgiului, i també uns quants exemplars rars fets per altres. Els últims vehicles de segona mà van ser un Renault PR100 de Lió el 2004 i 40 autobusos IVECO TurboCity U480 de Milà el 2006.
La RATB ha vist una disminució del nombre de vehicles en funcionament amb la dècada del 2000, quan es van retirar els vehicles ROCAR-DAC que circulaven des del 1979, buscant ser substituïts per 1.000 autobusos Mercedes-Benz Citaro portats entre 2006 i 2009. També va adquirir 100 troleibusos Astra Citelis durant els anys 2007 i 2008. A partir del 2009, la RATB va començar a retirar els seus darrers exemples DAF, Rocar DeSimon i IVECO encara en ús, la majoria d'ells es van retirar l'11 de març de 2011. Alguns altres es van deixar en servei fins l'1 de desembre de 2013, quan els autobusos DAF SB220 restants es van retirar completament. Des d'aleshores, la flota d'autobusos de la RATB està formada només per autobusos Mercedes. Els últims tramvies que es van fabricar als anys 80 també es van retirar l'any 2007 (V3A) i 2010 (V2A), sent substituïts per tramvies parcialment de planta baixa. A partir de l'any 2011 es va iniciar la producció en sèrie del tramvia Bucur LF, un dels més moderns que circulen actualment a la ciutat. A partir del 2015, es van eliminar els primers exemples d'Ikarus 415T. Malgrat això, la RATB té un manteniment relativament deficient, amb alguns exemples asseguts als dipòsits durant més de 3 anys a causa de la manca de diners per als recanvis. No s'ha anunciat cap substitució per a l'envellida flota.

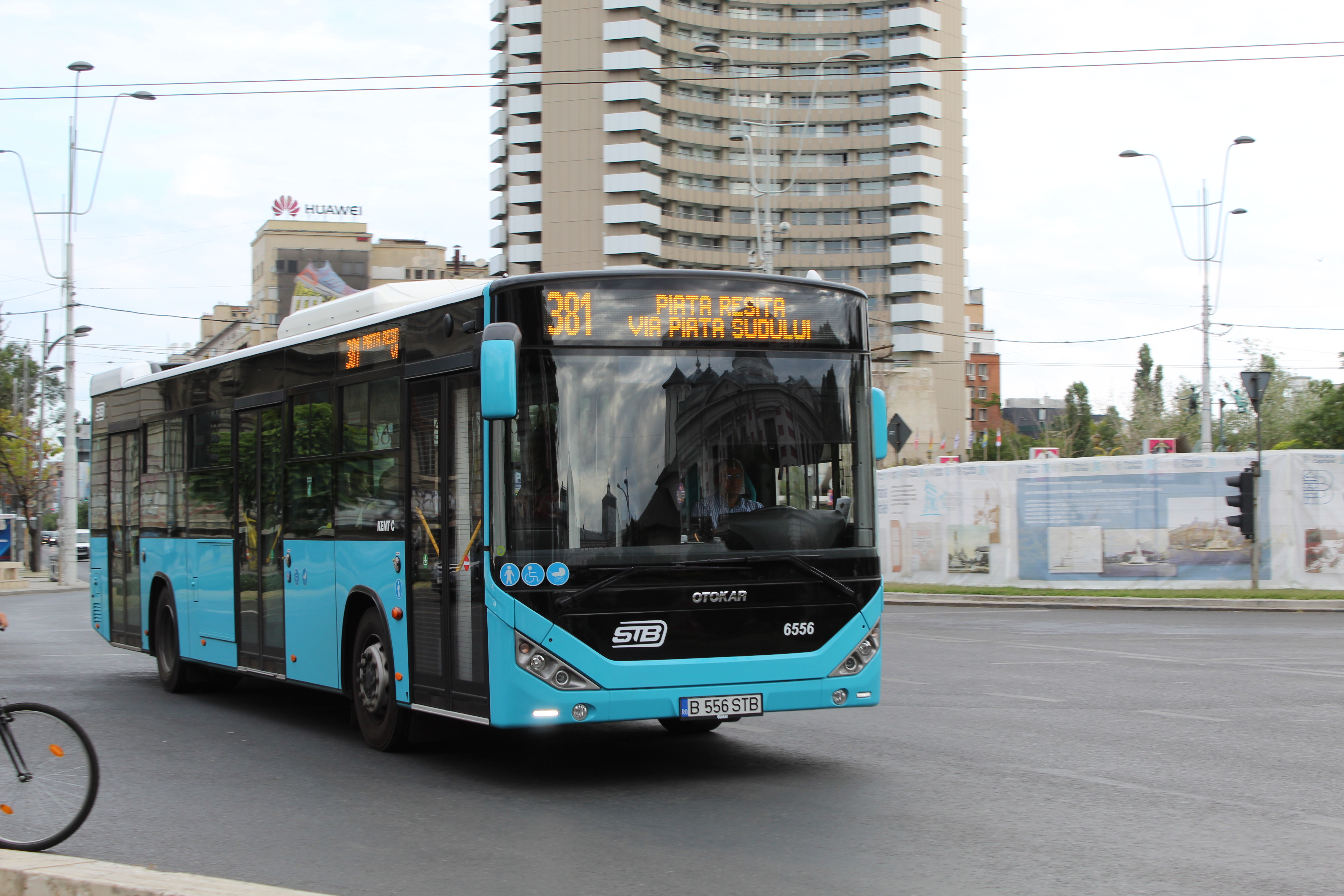
Otokar Kent a la cruïlla Universitat

El 13 de setembre de 2018, RATB es va reorganitzar de nou i va canviar el seu nom pel de STB, recuperant l'antic nom que utilitzava inicialment després d'una absència de 82 anys. Els primers nous autobusos de l'STB van entrar en servei l'1 de desembre de 2018, concretament, els autobusos Otokar Kent fabricats a Turquia, que es presenten en versions no articulades i articulades (essent també els primers nous vehicles articulats de la companyia, després de la retirada de l'últim troleibús DAC articulats el 2007). Aquesta introducció va estar marcada per la polèmica, a causa de les avaries constants dels autobusos i els defectes dels diferents components (portes, canonades de calefacció, etc.), amb els ciutadans de Bucarest criticant la seva qualitat de construcció i el contracte signat en circumstàncies sospitoses (denúncies de corrupció). Se suposa que poc més de 400 d'aquests autobusos entraran en servei durant el 2019.

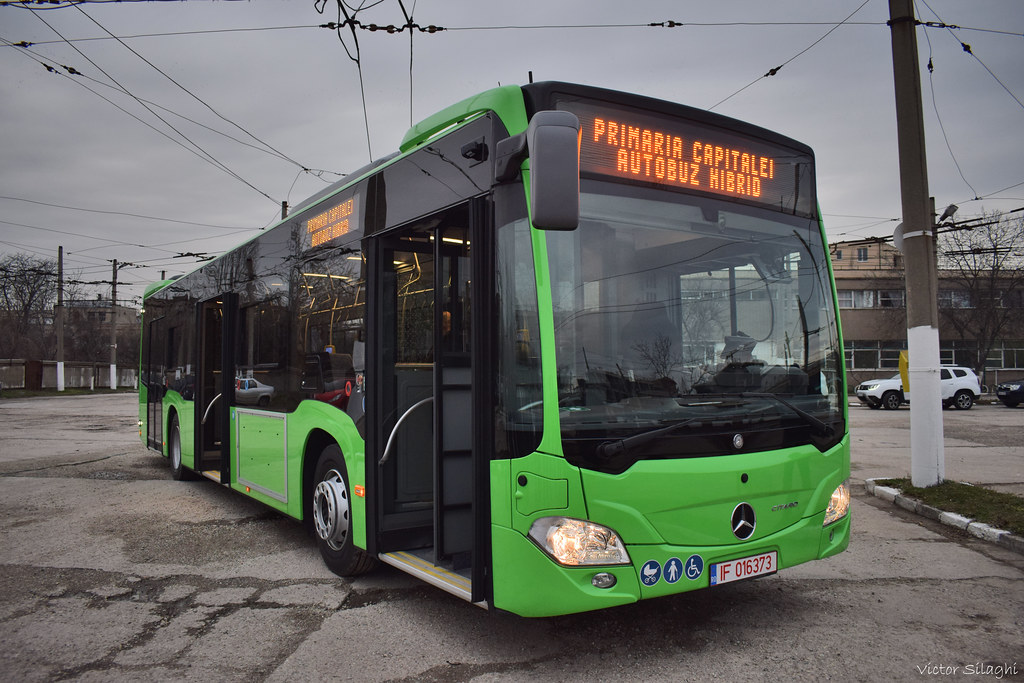
Un dels nous autobusos híbrids de Mercedes-Benz Citaro, al dipòsit de trolebusos de Bujoreni, 2020

El juliol de 2020 van entrar en servei els primers autobusos híbrids Mercedes-Benz Citaro.

## Logotips
El logotip de la insígnia actual es va adoptar el 1996 i s'utilitza des de llavors. En general és de color blanc i als tramvies, té una franja groga aplicada sota els fars.
La insígnia més antiga que es pot rastrejar es remunta als anys quaranta, quan s'utilitzava un ocre daurat als tramvies. A la dècada de 1950, amb la formació de l'ITB, la insígnia adoptada va ser de color crema per a les parts inferior (inferior) i superior (des de les finestres fins al terrat), mentre que la resta era d'una pintura de color vermell fosc. Per als troleibusos, la pintura vermell fosc només s'utilitzava per a la part inferior i per a una petita franja sota la finestra. Als autobusos, la part de sota de les finestres era de color vermell fosc i la de damunt era només de color crema. Alternativament, als troleibusos, alguns models de TV20E es van pintar amb un blau més clar en comptes de vermell fosc.
A partir de 1979, amb la introducció dels autobusos i troleibusos dièsel DAC, es va modificar la insígnia: presentava una inversió de la insígnia aplicada als trolebusos de televisió, on el vermell fosc es va convertir en crema i viceversa, i la franja es va traslladar cap a la mig de l'autobús pel que fa a la seva alçada. En aquest moment, es va començar a pintar la insígnia blava en alguns dels troleibusos més nous. L'any 1986, la insígnia es canviaria de nou, per presentar un disseny unificat que presentava una franja crema gruixuda al mig i un cos vermell general (això es va invertir als tramvies), després d'una fila de lliures experimentals entre 1985 i 1987. Tanmateix, el 1990, no tots els vehicles estaven pintats.
La primera insígnia RATB es va aplicar l'any 1991, se suposava que havia de ser una insígnia de transició fins que es trobés un millor disseny. La majoria dels vehicles més antics es van pintar amb una insígnia groc general, que es va introduir per primera vegada als nous autobusos Ikarus 260 portats des d'Hongria, però, la insígnia Ikarus era l'estàndard aplicada als autobusos 260 i 280 que es van desenvolupar a la dècada de 1970. No obstant això, la majoria de vehicles reformats van ser superats amb aquesta insígnia fins al 1997. En aquesta època, fins al 2006, la RATB va començar a experimentar amb diferents lliures, perquè la sensació general de "llibertat" feia que els conductors podien personalitzar els seus vehicles.
Com s'ha dit anteriorment, l'actual estil STB/RATB va aparèixer l'any 1996, després d'experimentar amb els tramvies V3A-93. La majoria de tramvies i autobusos amb les lliures de colors (per exemple, els tramvies V3A-FAUR pintats de rosa provenien de la fàbrica, i els tramvies V3A-M2000 tenien una part davantera de color vermell sang, mentre que alguns trolebusos DAC tenien anuncis de diversos productes que els cobrien) Tots es van pintar amb aquesta insígnia, amb l'única excepció els troleibusos Ikarus que mantenen el treball de pintura de fàbrica i els tramvies Bucur LF que inclouen un disseny platejat i verd oliva.
S'ha adoptat una nova decoració per als nous autobusos Otokar, amb un terrat blanc, una banda de finestra negra i una carrosseria blau turquesa. El color blau reflecteix l'ús del blau per a les rutes d'autobús als mapes oficials durant els darrers 50 anys.
El logotip actual es va adoptar una vegada amb el canvi de nom de l'empresa el 2018, mentre que l'antic logotip de la RATB té els seus orígens el 1983, quan es va adoptar el nou logotip d'ITB.